# 4e cérémonie des North Texas Film Critics Association Awards
La 4e cérémonie des North Texas Film Critics Association Awards (NTFCA Awards), a eu lieu le 9 janvier 2009, et a récompensé les films réalisés l'année précédente.

## Palmarès
Meilleur film
- Slumdog Millionaire

Meilleur réalisateur
- Danny Boyle pour Slumdog Millionaire

Meilleur acteur
- Frank Langella pour le rôle de Richard Nixon dans Frost/Nixon

Meilleure actrice
- Meryl Streep pour le rôle de la sœur Aloysius Beauvier dans Doute (Doubt)

Meilleur acteur dans un second rôle
- Heath Ledger pour le rôle du Joker dans The Dark Knight : Le Chevalier noir (The Dark Knight)

Meilleure actrice dans un second rôle
- Amy Adams pour le rôle de sœur James dans Doute (Doubt)

Meilleure photographie
- L'Étrange Histoire de Benjamin Button (film) (The Curious Case of Benjamin Button) – Claudio Miranda

Meilleur film d'animation
- WALL-E

Meilleur film documentaire
- I Feel Good ! (Young@Heart) de Stephen Walker

Meilleur film en langue étrangère
- Morse (Låt den rätte komma in) de Tomas Alfredson •  Suède